# 10,10′-Oxybisphenoxoarsin
10,10′-Oxybisphenoxoarsin – auch OBPA – ist eine organische Arsenverbindung, welche als Biozid-Additiv für Kunststoffe – insbesondere Weich-Polyvinylchlorid (PVC) und Polyurethan (PU) – verwendet wird. 200–500 ppm reichen bereits für einen guten Schutz aus. OBPA wird aufgrund seiner Toxizität nur noch von Akcros und Rohm and Haas (heute Dow Chemical) hergestellt und zunehmend durch Isothiazolinone ersetzt, die allerdings stark sensibilisierend sind.
Die Verbindung wurde 1965 ursprünglich als Fungizid eingeführt. Die Verwendung in der Europäischen Union ist nicht mehr zulässig. Seit 2016 ist auch der Import von OPBA-behandelten Produkten verboten.
OBPA kann z. B. durch Thiabendazol und ein iodhaltiges Biozid wie Iodocarb oder Diiodmethyl-p-tolylsulfon ersetzt werden.